# Rhynchospora fujiana
Rhynchospora fujiana là loài thực vật có hoa trong họ Cói. Loài này được Makino miêu tả khoa học đầu tiên năm 1903.